# Farol da Ponta do Pargo
De Farol da Ponta do Pargo is een vuurtoren op het Portugese eiland Madeira. Hij staat aan de westkust van het eiland bij de plaats Ponta do Pargo op een klif.
De vuurtoren zelf heeft een vierkant grondplan, waarbij het onderste deel wit van kleur is en de lantaarn rood. Hij is tien meter hoog en werd gebouwd in 1922.

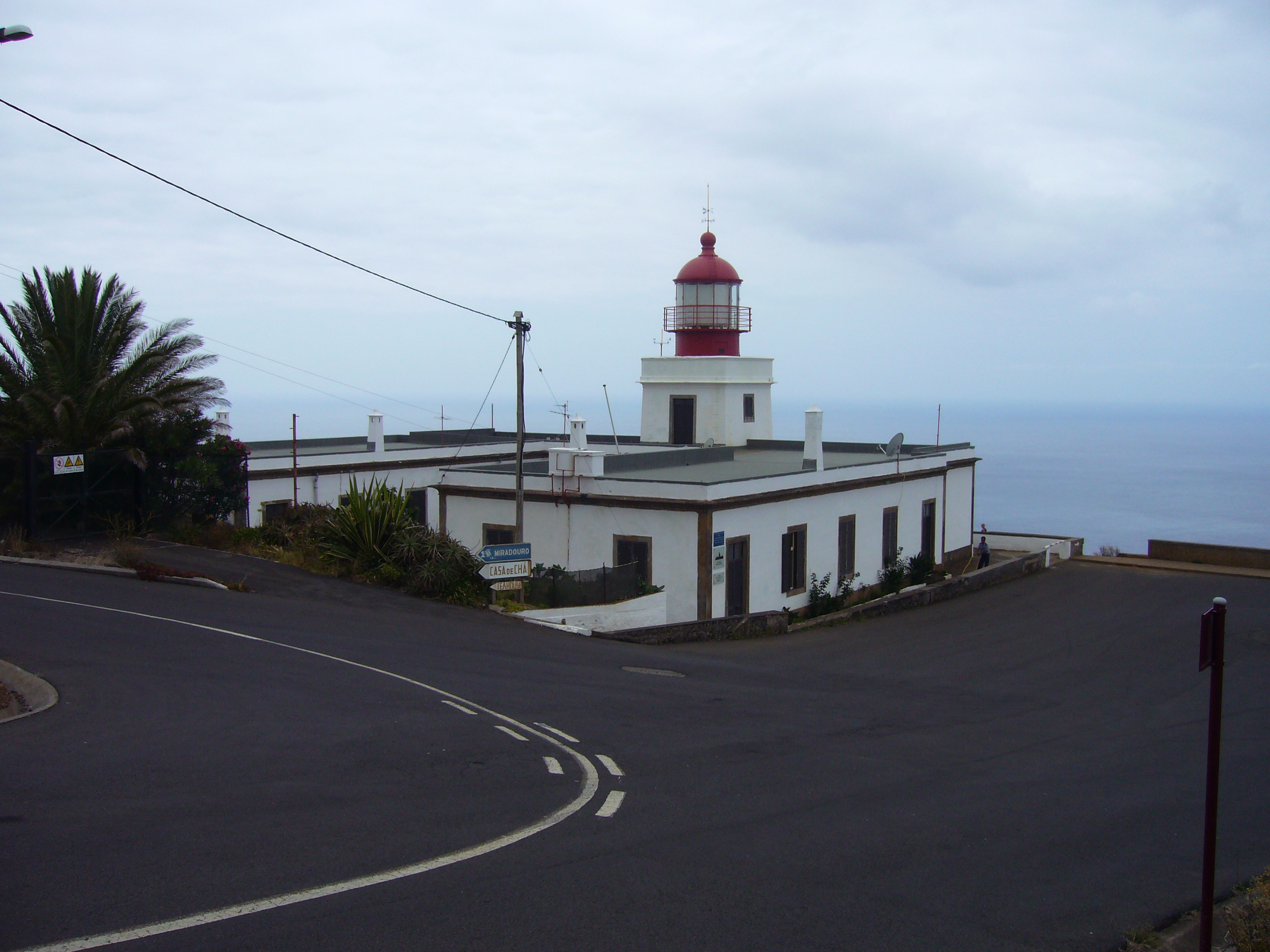
Gezien vanuit het oosten

Câmara de Lobos · Ilhéu Chão · Ilhéu de Cima · Ilhéu de Ferro · Ponta da Agulha · Ponta do Pargo · Ponta de São Jorge · Ponta de São Lourenço · Porto Moniz · Ribeira Brava · Selvagem Grande · Selvagem Pequena